# Ankum (Dalfsen)
Ankum és un poble del municipi de Dalfsen a la província d'Overijssel, al centre-est dels Països Baixos. L'1 de gener de 2021 tenia 90 habitants. El poble està situat al costat de la carretera provincial N340 que va de Zwolle a Dalfsen. Es tracta d'una localitat rural amb dues escoles: una de pública i una de protestant.